# Alice Marble

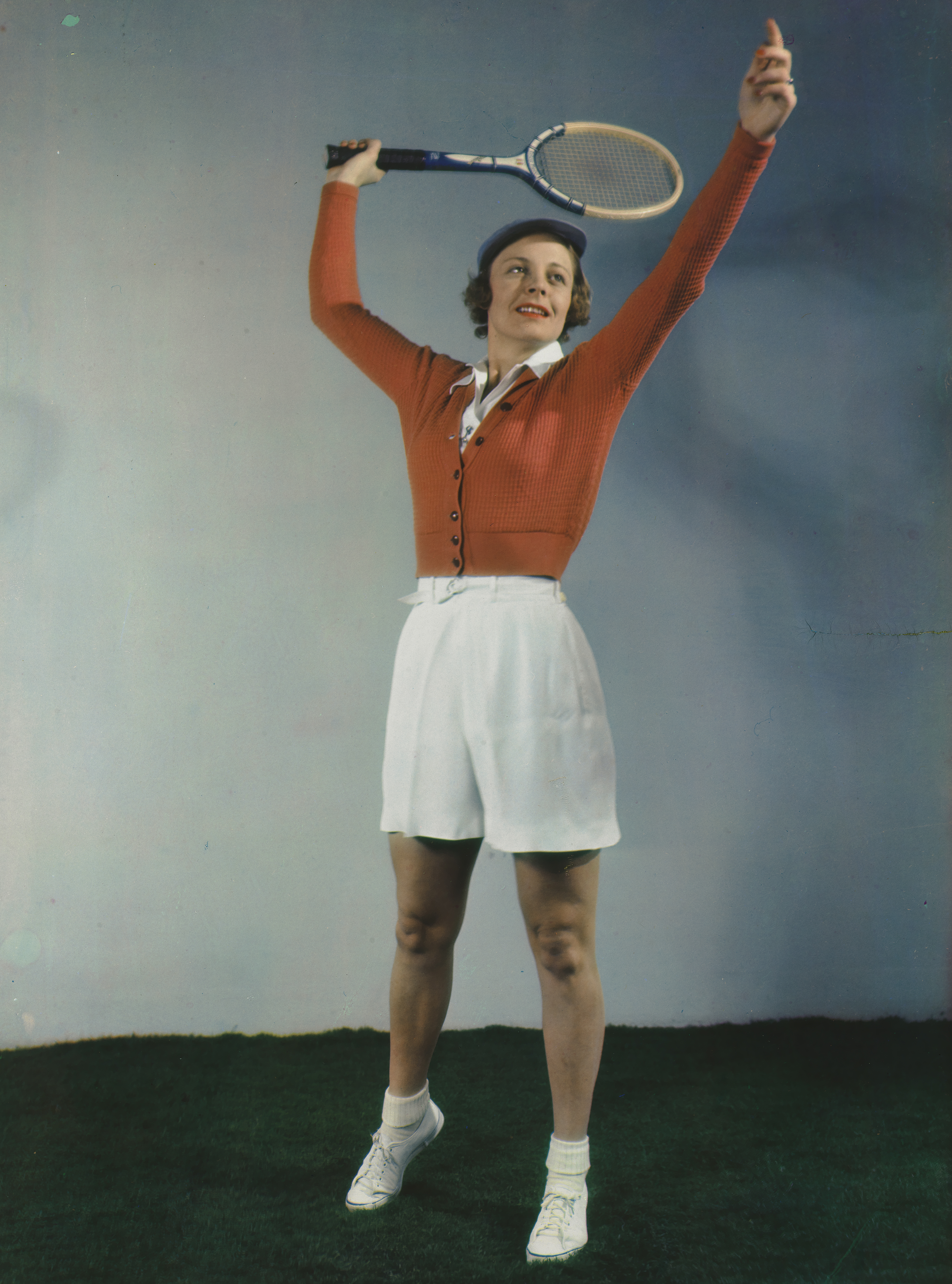
Alice Marble, 1939

Alice Marble (* 28. September 1913 in Palm Springs, Kalifornien; † 13. Dezember 1990 ebenda) war eine US-amerikanische Tennisspielerin.

## Karriere
Marble gewann in ihrer Karriere viermal (1936, 1938–1940) die amerikanischen Tennismeisterschaften in Forest Hills im Dameneinzel und mit Sarah Palfrey Cooke viermal das Damendoppel (1937–1940). Außerdem siegte sie 1939 in Wimbledon im Dameneinzel und 1938 und 1939 im Doppel. Mit Don Budge und Bobby Riggs gewann sie von 1937 bis 1939 dreimal das Mixed bei den englischen Meisterschaften. Im Jahr 1941 wechselte sie zu den professionellen Tennisspielerinnen. 1964 erfolgte die Aufnahme in die International Tennis Hall of Fame. In Anerkennung ihrer Wimbledon-Erfolge wurde Marble erstmals 1939 mit der Sportler des Jahres-Auszeichnung von Associated Press geehrt.
Marble war neben ihrer Tenniskarriere von 1942 bis 1946 Mitautorin der Comicserie Wonder Woman. In den Ausgaben #1 bis #20 verfasste sie Kurzgeschichten über „historische Wunderfrauen“ wie z. B. Florence Nightingale.